# Нове-Място (Варшава)
Нове-Място (пол. Nowe Miasto), буквально «Новый город») — район Варшавы, столицы Польши, появившийся в XV столетии. Нове-Място находится рядом со Старым городом, их разделяет улица Фрета, идущая от Варшавского барбакана. Как и Старый город, Нове-Място было почти полностью уничтожено немецкими бомбардировками во время Второй мировой войны и перестроено после её окончания.

## XIV—XVI века
Нове-Място появился в самом конце XIV века как отдельный город «Новая Варшава» (пол. Nowa Warszawa). Первый официальный акт, упоминающий Новую Варшаву, был подписан в 1408 году, когда приказом Януша Мазовецкого Старая и Новая Варшавы были разделены, а Новой были даны привилегии города. В это время Новая Варшава занимала территорию современной Новой рыночной площади и улиц Фрета, Косьцельная, Козла, Пширынек, Старая и Закрочимская. У города были собственные власти, суд, совет и ратуша, но не было оборонных стен. В 1409 году Мазовецкий и его жена Данута Кейстутовна заложили Церковь Посещения Пресвятой Девы Марии, а в 1414 Новая Варшава получила самоуправление. В 1546 году в Новой Варшаве находилось 204 имения. В 1527 году, через год после поглощения Мазовецкого княжества и Варшавы в Королевство Польское, Сигизмунд I подтвердил привилегии мазовецких князей de non tolerandis Judaeis, запретившие евреям жить в Старой и Новой Варшаве. В 1568—1573 годах по приказу Сигизмунда Август в городе был возведён 500-метровый мост. Мост простоял всего 30 лет и был разрушен ледоходом.

## XVII—XIX века
Во время шведско-бранденбургского вторжения (1655—1660) деревянные сооружения Новой Варшавы были сожжены, а на их месте позднее возвели ратушу (1680); Церковь Святого Казимежа (1688—1692), Дворец Котовских (1682—1684); Церковь Святого Духа (1707—1717) и каплицу семьи Котовских (1691—1694). Многие здания построил знаменитый в то время архитектор Тильман ван Гамерен). В этот период у Новой Варшавы была собственная гербовая печать; герб города с 1648 года содержал женщину и единорога, а также латинскую надпись SIGILLUM * NOVA * CIVITATIS * VARSCHOVIENSIS. После 1791 года по условиям новой конституции Нове-Място вошло в состав Варшавы, ратушу из-за этого снесли в 1818 году. Гербом района стала Варшавская сирена, однако образ женщины с единорогом до сих пор встречается в Нове-Място.

## XX век
Во время Варшавского восстания (1944) Нове-Място было полностью уничтожено немецкими бомбардировками. Многие исторические здания служили лазаретами и укрытиями, и немецкие силы разрушили их до основания. В 1954 году началась реконструкция Нового города, однако она проходила выборочно, и такие здания как Дворец Котовских коммунистическое правительство восстанавливать не стало.

## XXI век
Современные достопримечательности Нове-Място включают дворец Сапег, Стадион Полонии, галерею Стара-Проховня, форт Владимир Александровской цитадели, Парк имени Ромуальда Траугутта и находящийся в нём Королевский источник.

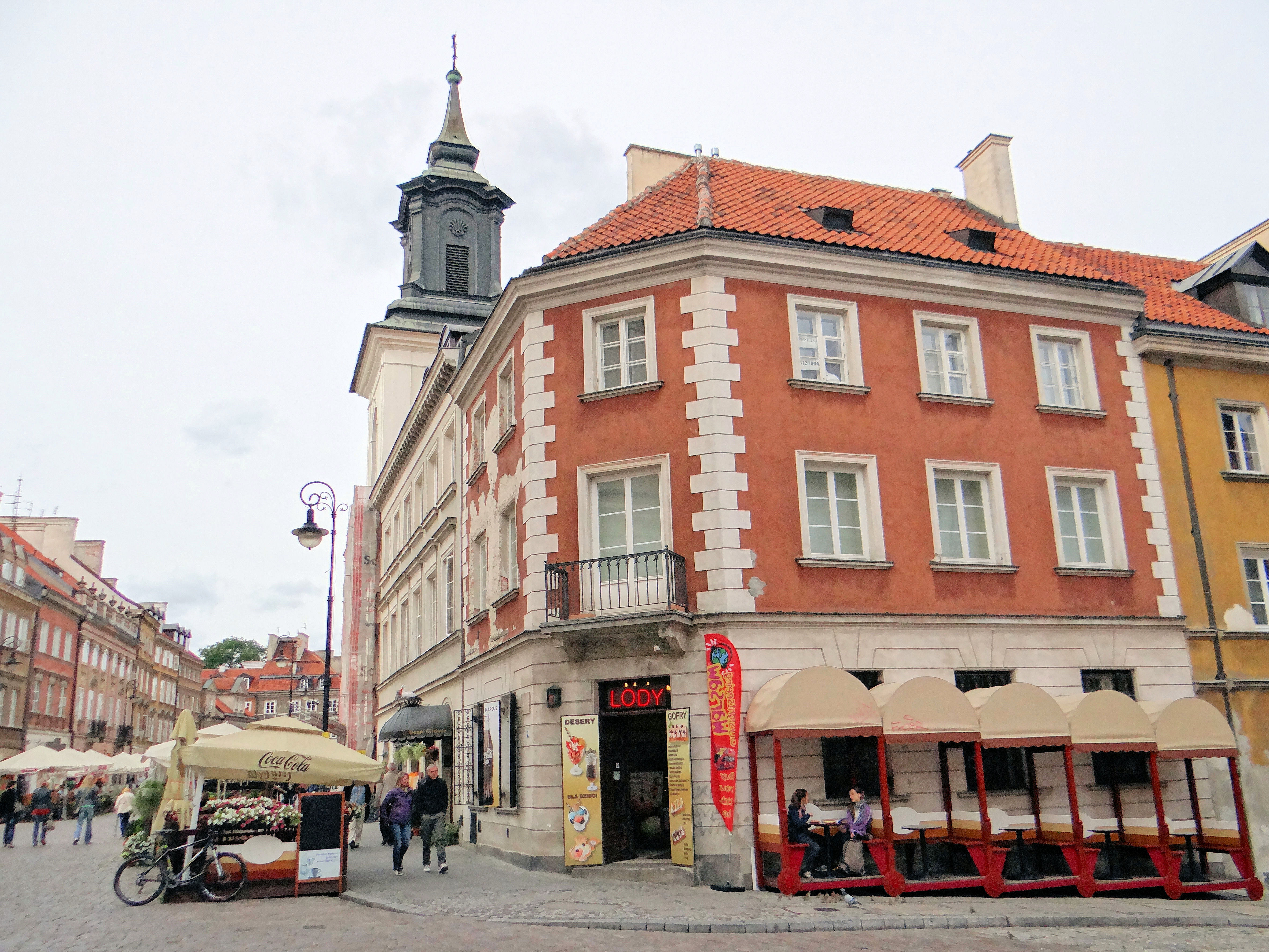
Улица Фрета, пересекающая Нове-Място
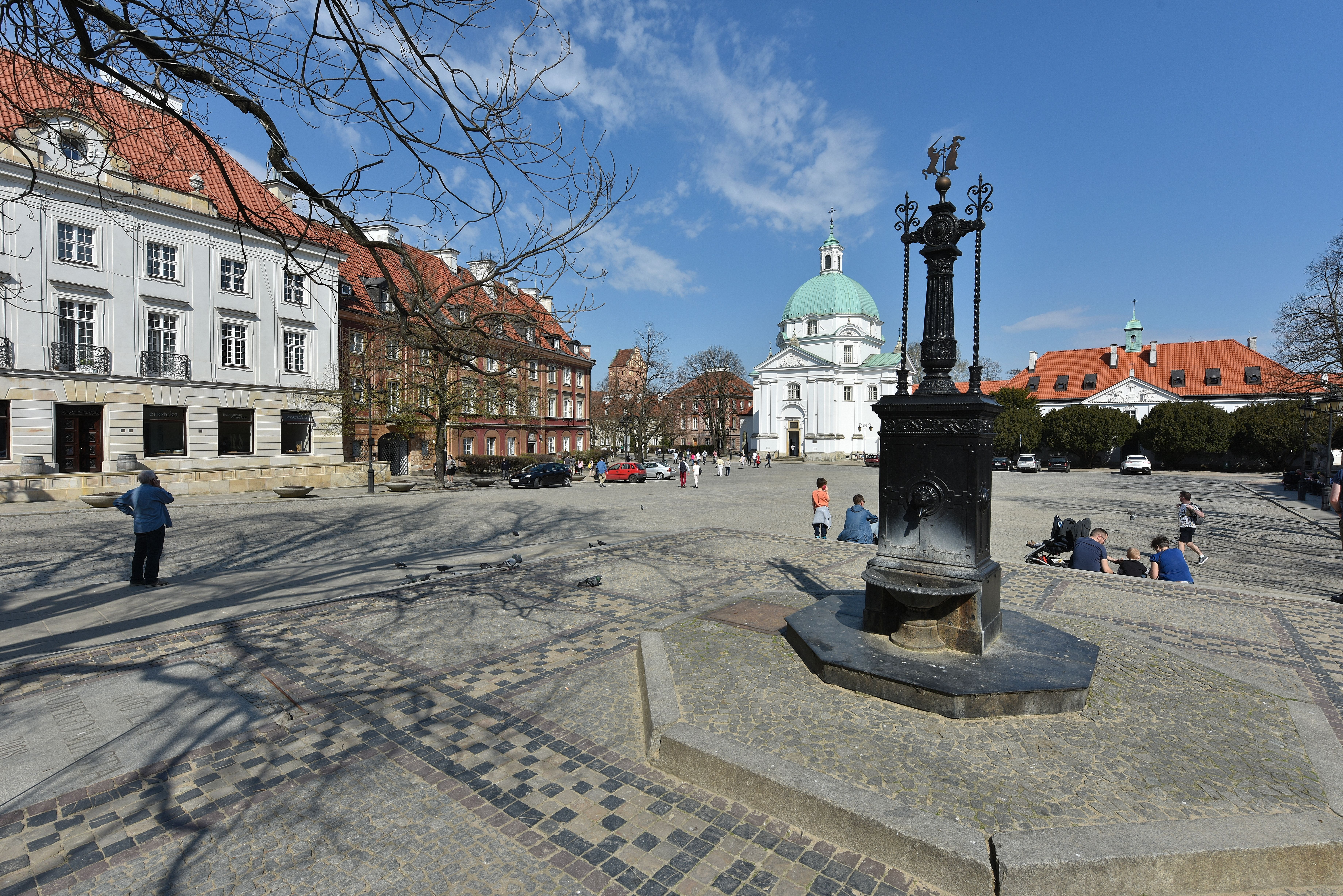
Новая рыночная площадь[англ.], Церковь Святого Казимежа[англ.] и фонтан
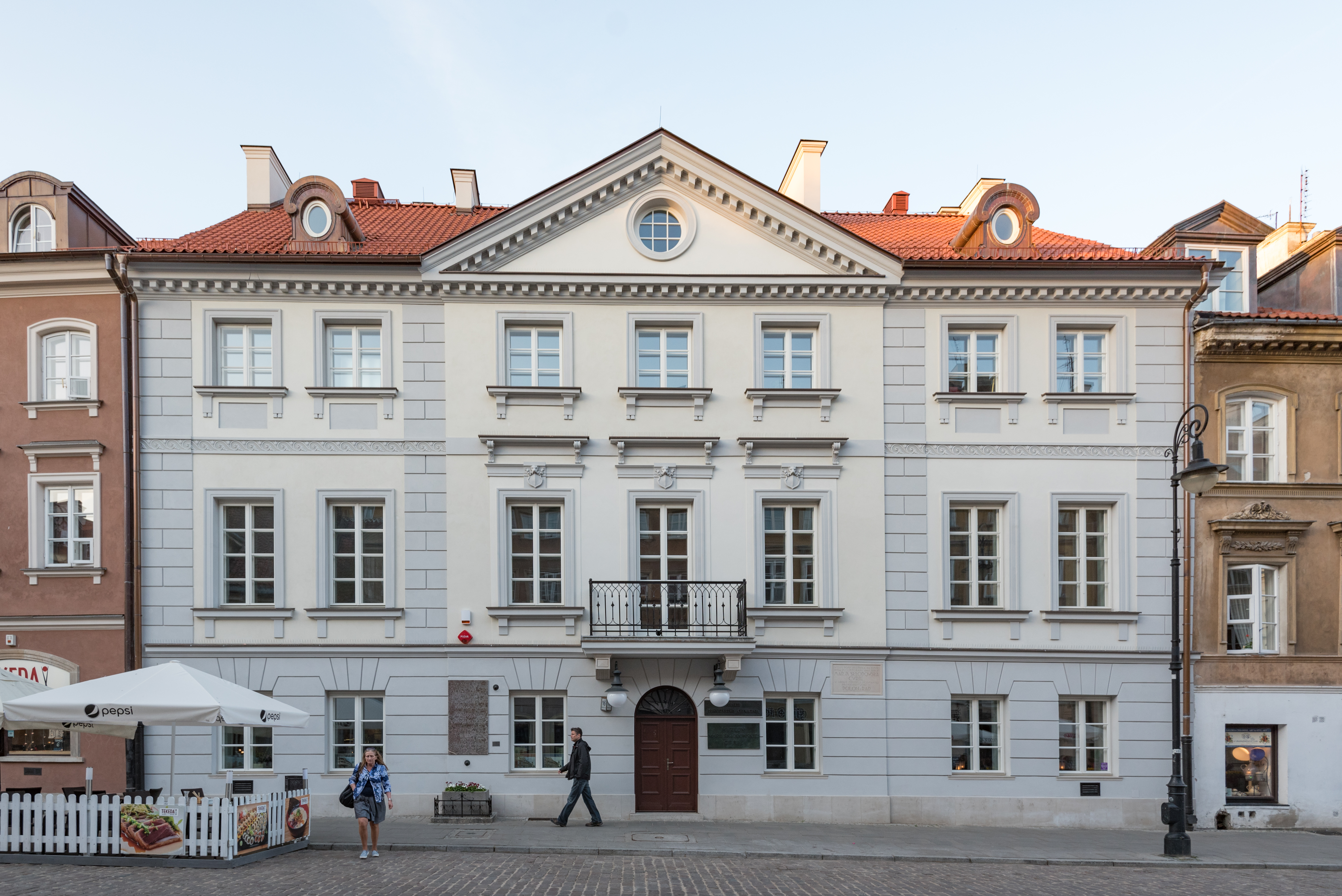
Родительский дом Марии Кюри близ Церкви Святого Гиацинта[англ.]